# Concord (Missouri)
Concord ist eine Siedlung auf gemeindefreiem Gebiet, die zu statistischen Zwecken als Census-designated place (CDP) geführt wird. Concord liegt im St. Louis County im US-amerikanischen Bundesstaat Missouri und ist Bestandteil der Metropolregion Greater St. Louis. Das U.S. Census Bureau hat bei der Volkszählung 2020 eine Einwohnerzahl von 17.668 ermittelt. Concord CDP sollte nicht mit Concord Township verwechselt werden; diese Bereiche überlappen teilweise, aber die Grenzen verlaufen nicht gleich.

## Geografie
Concord liegt bei 38°30′52″N 90°21′13″W (38.514386, -90.353666).
Die Siedlung hat eine Fläche von 5,5 km², es gibt keine erfassten Wasserflächen.
Concord wird größtenteils von Fernstraßen begrenzt.

### Nachbargebiete
- Sappington CDP (westlich)
- Grantwood Village (nördlich)
- Affton CDP (nordöstlich)
- Lakeshire (nordöstlich)
- Green Park (östlich)
- Mehlville CDP (östlich)

## Demografie
Laut Volkszählung im Jahr 2000 lebten 16.689 Personen in 6.926 Haushalten und 5.000 Familien in der Siedlung. Die Bevölkerungsdichte war 1.169,4 Einwohner je km2. Es gab 7.079 Wohneinheiten. Die Bevölkerung bestand zu 97,95 Prozent aus Weißen, 0,31 Prozent aus Afroamerikanern, 0,09 Prozent aus Indianern, 0,83 Prozent aus Asiaten, 0,01 Prozent aus Pazifischen Insulanern, 0,25 Prozent aus anderen races, und 0,57 Prozent aus multiethnischen Amerikanern (zwei oder mehr races). Hispanic oder Latino waren 0,84 Prozent der Bevölkerung.
Es gab 6.926 Haushalte; 25,7 Prozent hatten Kinder unter 18 Jahren, 61,6 Prozent waren zusammenlebende Ehepaare, 8,2 Prozent hatten eine weibliche Hauseigentümerin ohne Ehemann, und 27,8 Prozent waren nicht Familien. 12,1 Prozent der Haushalte bestanden aus alleinlebenden Personen im Alter von 65 Jahren oder darüber. Die durchschnittliche Zahl von Personen in einem Haushalt war 2,41 und die durchschnittliche Zahl von Personen in einer Familie war 2,88.
Das mediane Alter war 44 Jahre. 20,6 Prozent der Einwohner waren unter 18 Jahren; 6,5 Prozent waren zwischen 18 und 24 Jahren; 23,8 Prozent waren zwischen 25 und 44 Jahren; 27,9 Prozent waren zwischen 45 und 64 Jahren; und 21,3 Prozent waren 65 Jahre oder älter. Die Einwohner waren zu 47,8 Prozent männlich und zu 52,2 Prozent weiblich.

## Bildung
Concord liegt in zwei Schulamtsbezirken: Lindbergh School District im Norden und Mehlville School District im Süden. Zwei der Schulen im Mehlville School District, Washington Middle School und Trautwein Elementary School, befinden sich innerhalb von Concord.